# VinTV
VinTV es un canal de televisión español de estilo vintage que emite series de los años 1970, 80 y 90, propiedad de AMC Networks International Southern Europe. Empezó a emitir el 1 de julio de 2025 en AMC Selekt y todas las plataformas de pago que tienen incluido en su paquete AMC Selekt (algunas incluidas y en otras pagando un extra, CABLE Y OTT: AMC Selekt están disponibles en Vodafone TV, Telecable, Euskaltel, R y Orange TV entre otros.), salvo Movistar +.